# Мінський мотоциклетно-велосипедний завод

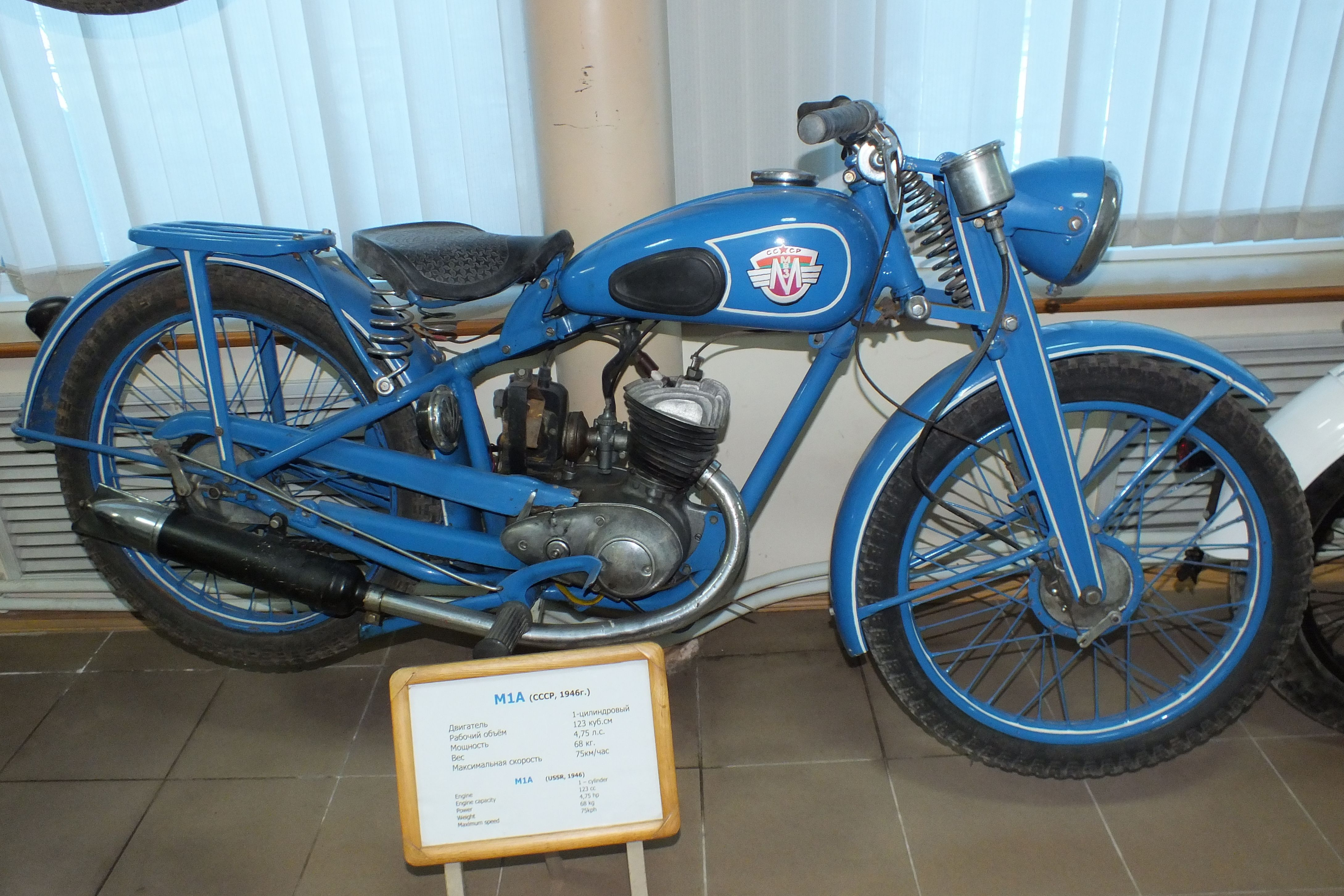
Перший мотоцикл виробництва ММВЗ модель М1А

ВАТ «Мотовело» (Мінський мотоциклетно-велосипедний завод, ММВЗ) — завод з виробництва мотоциклів та велосипедів у місті Мінськ. Засновано 6 листопада 1945 року.

## Історія
Завод німецької фірми DKW в м. Чопау, який перебував у Радянській зоні окупації, підлягав демонтажу і як репарації був вивезений в СРСР. Усе обладнання, оснащення і технічна документація мотоциклетного заводу DKW були вивезені в Москву, Мінськ, Іжевськ та Серпухов. Також були інтерновані німецькі фахівці заводу, які налагоджували обладнання й виробництво техніки на нових заводах.
У травні 1946 року в Мінську було запущено перший цех заводу з виробництва велосипедів МВЗ. У вересні 1947 року розпочато серійне виробництво велосипедів В-16, розробленого на основі німецької документації. До кінця 1947 року було зібрано 6580 велосипедів, що зумовило профільну спрямованість заводу на багато років вперед.
У 1949 році було розпочато виробництво підліткового велосипеда для хлопчиків В-72 «Орльонок» та  моделі для дівчаток В-82 «Ласточка». У 1956 році почали виробляти базову модель чоловічого велосипеда В-114, який поклав початок серії відомих велосипедів «Минск» та «Аіст».
У 1951 році, через перепрофілювання Московського мотозаводу, на Мінський велозавод було передано виробництво мотоциклів М1А «Москва» (копії німецької моделі DKW RT 125).
Першими моделями заводу були легкі мотоцикли з трьохшвидкісними двигунами об'ємом 125 см³ М1А, М1М, М-103, М-104. Подальші мотоцикли марки «Мінськ» були розвитком попередніх моделей і оснащувалися 125-кубовими моторами з чотирьохступеневою коробкою передач.
Завод отримав нову назву Мінський мотоциклетно-велосипедний завод, ММВЗ, а після розпаду СРСР перейменовано у ВАТ «Мотовело».
Мінські мотоцикли були популярні в СРСР та на зовнішніх ринках. Їх поставляли в 45 країн світу, а загальна кількість перевищила 6,5 млн. До початку 90-х років випуск мотоциклів був доведений до 220 000 одиниць на рік.

## Сучасне виробництво
У 2007 році «Мотовело» стає приватним підприємством. Введено новий логотип M1NSK, що асоціюється з назвою першого мотоцикла марки М1А. Станом на 2016 рік завод забезпечує повний цикл виробництва і має власну лабораторію нової техніки з комплексом випробувального устаткування.

В даний час підприємство виробляє: мототехніку: мотоцикли, мопеди, скутери, квадроцикли, електроскутери;
велосипеди: гірські, шосейні, міські, BMX, дорожні, підліткові, дитячі, тандеми; скейтборди, хокейні і фігурні ковзани; супутні вироби: картоплесаджалки, велопричіпи, велотренажери, інвалідні візки, екіпірування і запасні частини до мотоциклів і велосипедів.